# Ikechukwu Ezenwa
Ikechukwu Vincent Ezenwa (ur. 16 października 1988 w Yenagoa) – nigeryjski piłkarz występujący na pozycji bramkarza w nigeryjskim klubie Heartland FC i w reprezentacji Nigerii.

## Kariera

### Klubowa
Ezenwa zaczynał swoją piłkarską karierę w Ocean Boys FC. W lipcu 2008 przeniósł się do Heartland FC. Z początkiem sezonu 2011/2012 podpisał kontrakt z klubem Sunshine Stars. W sezonie 2016/2017 występował w klubie Ifeanyi Ubah FC. Po zakończonym sezonie przeniósł się do Enyimba FC. Z końcem roku 2018 kontrakt wygasł, a bramkarz podpisał kontrakt z Katsina United FC, obowiązujący od 1 stycznia 2019. 16 sierpnia 2019, powrócił do Heartland FC, podpisując z klubem dwuletnią umowę.

### Reprezentacyjna
Był członkiem kadry U-23, która wystąpiła na Letnich Igrzyskach Olimpijskich 2008 w Pekinie. Rozegrał jeden mecz.
Po raz pierwszy do seniorskiej kadry Nigerii powołał go selekcjoner Sunday Oliseh w 2015 roku.
W maju 2018 został powołany do szerokiego, 30-osobowego składu Nigerii na Mistrzostwa Świata 2018 w Rosji. 3 czerwca znalazł się w ostatecznej 23-osobowej kadrze.